# Psorodonotus fieberi
Psorodonotus fieberi är en insektsart som först beskrevs av Franz Xaver Fieber 1853.  Psorodonotus fieberi ingår i släktet Psorodonotus och familjen vårtbitare.

## Underarter
Arten delas in i följande underarter:
- P. f. fieberi
- P. f. illyricus
- P. f. macedonicus